# 山部俊郎
山部俊郎（やまべとしろう、大正15年（1926年）7月31日 - 平成12年（2000年）2月5日）は、囲碁の棋士。東京都出身、日本棋院所属、向井一男門下、九段。本因坊戦、天元戦挑戦者など準優勝9回を数える。手の見える天才肌の棋士で「奔放」「変幻」が代名詞。藤沢秀行、梶原武雄と並んで戦後派三羽烏と呼ばれた。

## 経歴
東京麹町に生まれる。7歳頃に、アマ初段ほどで新聞記者を辞めたあと碁会所を開いていた父から碁を教わる。竹田逸子三段に学び、13歳の時に頭山満三男の秀三邸の日本棋院少年研究会に通い、その後向井門下となる。1941年初段。翌年の春期、秋期の大手合で連続3等になって二段昇段。
戦後は大森に住み、1947年に前田陳爾らとともに囲碁新社を結成するが、1949年に日本棋院復帰、五段。
1950年に日本棋院と関西棋院による東西対抗戦の第1戦に起用され、橋本宇太郎と対戦、1手目を天元に打ち、橋本がそれにケイマガカリすると、3手目さらにそれにケイマにかけるという破格の序盤戦を見せ、話題になった。

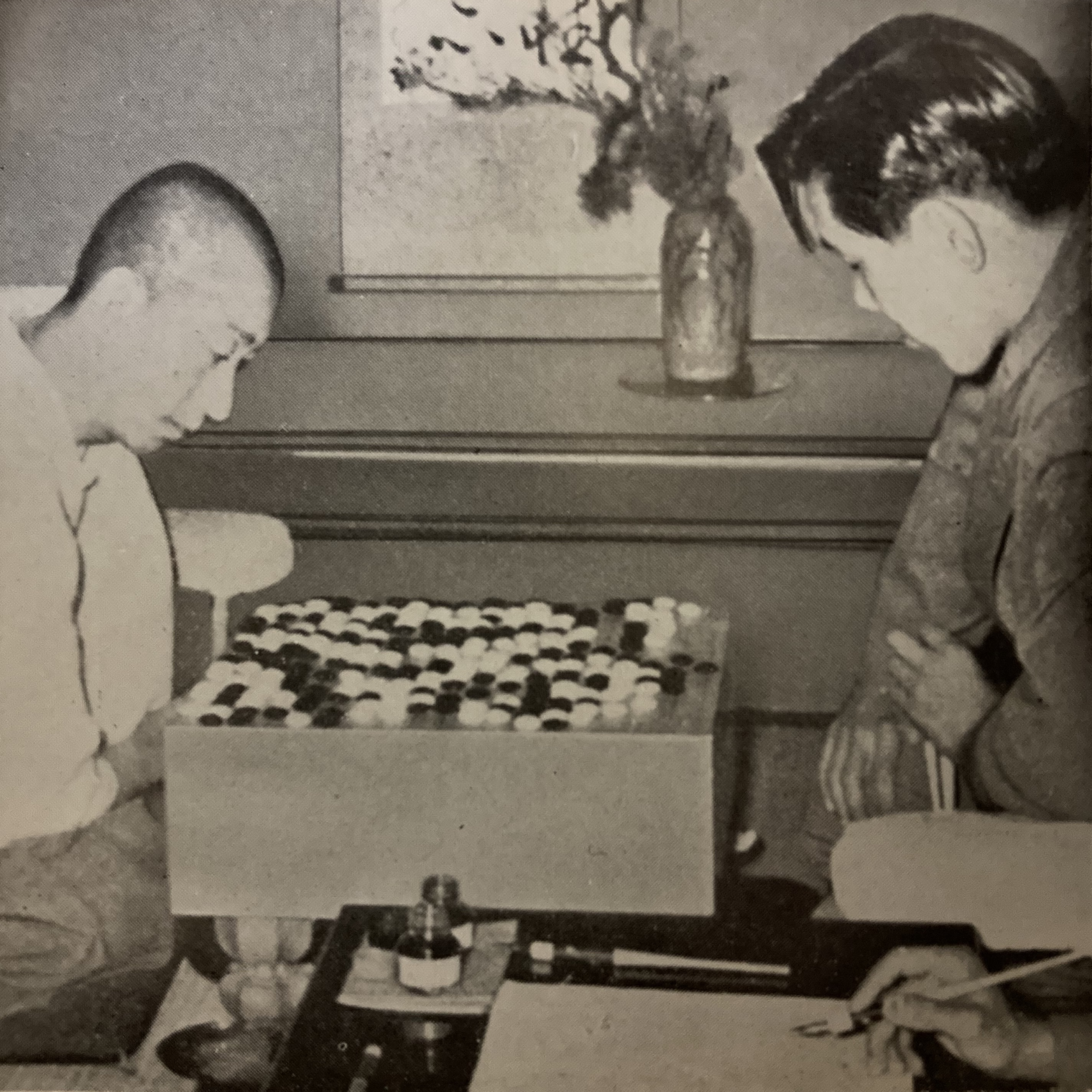
1954年呉清源対七段選抜戦の対局

1952年の呉清源対六段三番碁では第1局に出場し、先二先の先番ながら勝利。1954年七段、呉清源対選抜七段戦に出場し黒番中押し勝ち。1956年に最高位挑戦者決定リーグに参加し、2勝5敗1ジゴ。1957年八段。
1959年王座戦決勝に進むが橋本昌二に0-2で敗れる。元来風邪をひきやすい体質で、この王座戦第2局も対局日を1日ずらしてもらった。同年本因坊戦リーグ入りし、5勝2敗の2位。1962年に日本棋院選手権戦で高川格に挑戦し1-2で敗れる。1963年九段。
1965年本因坊戦リーグでは山部ら4人が4勝2敗（木谷実が病気欠場）でプレーオフとなり、「4人ですることはなんでも山部さんが上手ですよ」という呉清源の予想通り、藤沢秀行、橋本宇太郎を破ってに挑戦者となるが、4連覇中の本因坊栄寿（坂田栄男）に0-4で敗れる。第1、2局はよいところなく敗れたが、第3、第4局では終盤まで優勢に進め、特に第4局は白番の名局とも言われたが、自身は「1勝だけでもしたいと思った。第4局は自分の持ち味が生きたが、終盤"落ち着け"と自分に言い聞かせても、別にアガっているわけでもないのに、不思議に石が自分の思ところにいかなかった。貴重な体験だった」と述懐している。この時に観戦記で前田陳爾は「碁の切っ放れがいいことにかけては、だれよりもかれよりも山部八段をもって当代一とする」と評している。
1966年のリーグも5勝2敗の2位。1969年に横浜に移る。1973年名人戦リーグで6勝2敗、74年リーグは5勝3敗で連続3位。
通算成績は、643勝505敗4ジゴ。
村松梢風らによる後援会「山桜会」が作られていた。1950年の大手合での星野紀との対局は、手数が411手となり（先番星野2目勝ち）、記録されている中での最長手数記録となっている。1992年「棋道」誌1-7月号にエッセイ「山部俊郎の碁談余談」を連載。アマチュア向け棋書も人気が高い。代表作の碁の魔術シリーズは、プロの読みの内容を詳述して見せ、難解ではあるが独創的な棋書となっている。

### 主な棋歴
- 新鋭トーナメント戦（読売新聞）準優勝 1950年
- 王座戦 準優勝 1959年
- 日本棋院選手権戦 挑戦者 1963年、1968年
- 本因坊戦 挑戦者 1964年
- 囲碁選手権戦 準優勝 1964年
- プロ十傑戦 3位 1968年、9位 1964年
- 早碁選手権戦 準優勝 1977年、1982年
- 天元戦 挑戦者 1980年
- 最高位戦リーグ2期、名人戦リーグ8期、本因坊戦リーグ9期

### 語録
他の棋士についての評にも鋭さを見せた。
- 藤沢秀行に対して「一見異常感覚に見えるけれども、全体をバランスを考えた工夫した手」と述べたのが、「異常感覚」の語だけ一人歩きしてキャッチフレーズになってしまった。
- 高川格に対して「本因坊（高川）のパンチではハエも殺せないようなことをみなさんいっているけれども、本因坊は決して非力ではない」との述べたのが、この「ハエも殺せない」の部分だけが一人歩きして、代名詞のようになってしまった。
- 大平修三のスピードの早さを指すのに「辺の大平」と言ったところ、辺を重視する棋風のように伝えられてしまった。大平には「丈和の再来」との呼び名も付けた。
- シャイな性格であり、本因坊戦の挑戦手合の際に、空港で歓迎の花束を受け取るのが嫌で雲隠れしたというエピソードも残っている。

## 著名局
東西対抗戦

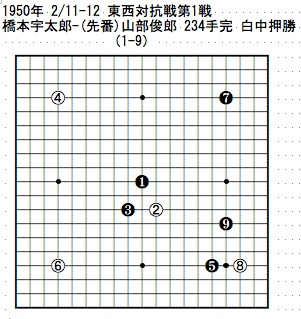

当時関西棋院が日本棋院から独立しようという動きがくすぶっている時期であり、橋本宇太郎を中心に碁界を活気付かせようという橋本宇太郎の提唱で対抗戦は行われた。『夕刊毎日』の観戦記では「その山部第一手が天元と来た。これに応ずる白二が天元にケイマがかりと来た。盤も裂けよと白二の一石、カツ然と鳴り響いた時、満場の観戦者はドッとこの一局の周囲に人垣を作り、並いる東西の棋士、わが局を忘れて視線を向けるのであった。東西対抗戦のにおける烈々たる両軍の闘魂はこの二着によって象徴されていると見てよい」」と伝えている。白が下辺に展開し、黒がそれを攻める形になったが、白は右下一帯をもぎ取り下辺から中央を捨てる分かれとなった。ここで黒有利と白有利の両説があるが、その後徐々に白が優位を拡大して、234手完、白中押し勝ちとなった。
呉清源六番碁

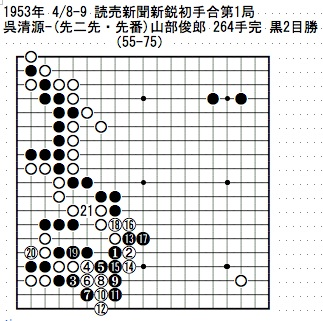

左上隅で黒の二間高ガカリの新型から、左辺で切り結んだ後、白は左下隅を動き出したが、黒3(57手目)から大きくシボる形にして黒21まで白数子を取り込み、黒が面白い形勢になった。その後黒は手厚く打ち、白は上辺を大きな地にして地合いで接近したが、黒は中央白を攻めながら上辺の白地を破って勝ちを確実なものにした。

## 著作
- 『初段への条件』東京創元社 1960年
- 『手筋百変』実業之日本社 1963年
- 『中盤戦の一門一答 圍碁作戦の対話解説』金園社 1969年
- 『新しい大斜定石』日本棋院 1974年
- 『定石無法地帯』日本棋院
- 『変幻 山部俊郎 (芸の探究シリーズ5)』日本棋院 1977年
- 『攻めとシノギの百科』誠文堂新光社 1980年
- 『定石はずれの百科』誠文堂新光社 1980年
- 『山部俊郎 (現代囲碁大系28)』堀田護、講談社 1982年
- 碁の魔術シリーズ『定石の魔術』『置碁の魔術』『手筋の魔術』『実戦の魔術』『死活の魔術』日本棋院 1982-1983年
- 『石の活き方殺し方』有紀書房 1984年
- 『現代定石事典』平凡社 1985年（堀田五番士編）

## 注
1. ↑  坂田栄男『炎の勝負師 坂田栄男2 碁界を制覇』日本棋院 1991年
2. ↑  『変幻 山部俊郎』
3. ↑  『現代囲碁大系6 橋本宇太郎(上)』講談社 1980年